# Albertshausen (Bad Kissingen)
Albertshausen ist ein Gemeindeteil der Großen Kreisstadt Bad Kissingen im unterfränkischen Landkreis Bad Kissingen in Bayern.

## Geographische Lage
Das Pfarrdorf liegt westlich von Bad Kissingen und südlich des nahe gelegenen Bad Kissinger Stadtteiles Poppenroth. Albertshausen ist von Bad Kissingen nach wenigen Kilometern über die Bundesstraße 286 und die Staatsstraße 2291 zu erreichen.
Die an Albertshausen vorbeiführende St 2291 führt unter anderem nach Oberthulba und hat bei Oberthulba einen Anschluss an die Bundesautobahn 7. Die KG 18 führt durch Albertshausen und nach Schlimpfhof, einem Ortsteil von Oberthulba.
Zwischen Albertshausen und der St 2291 verläuft der Embach.

## Geschichte

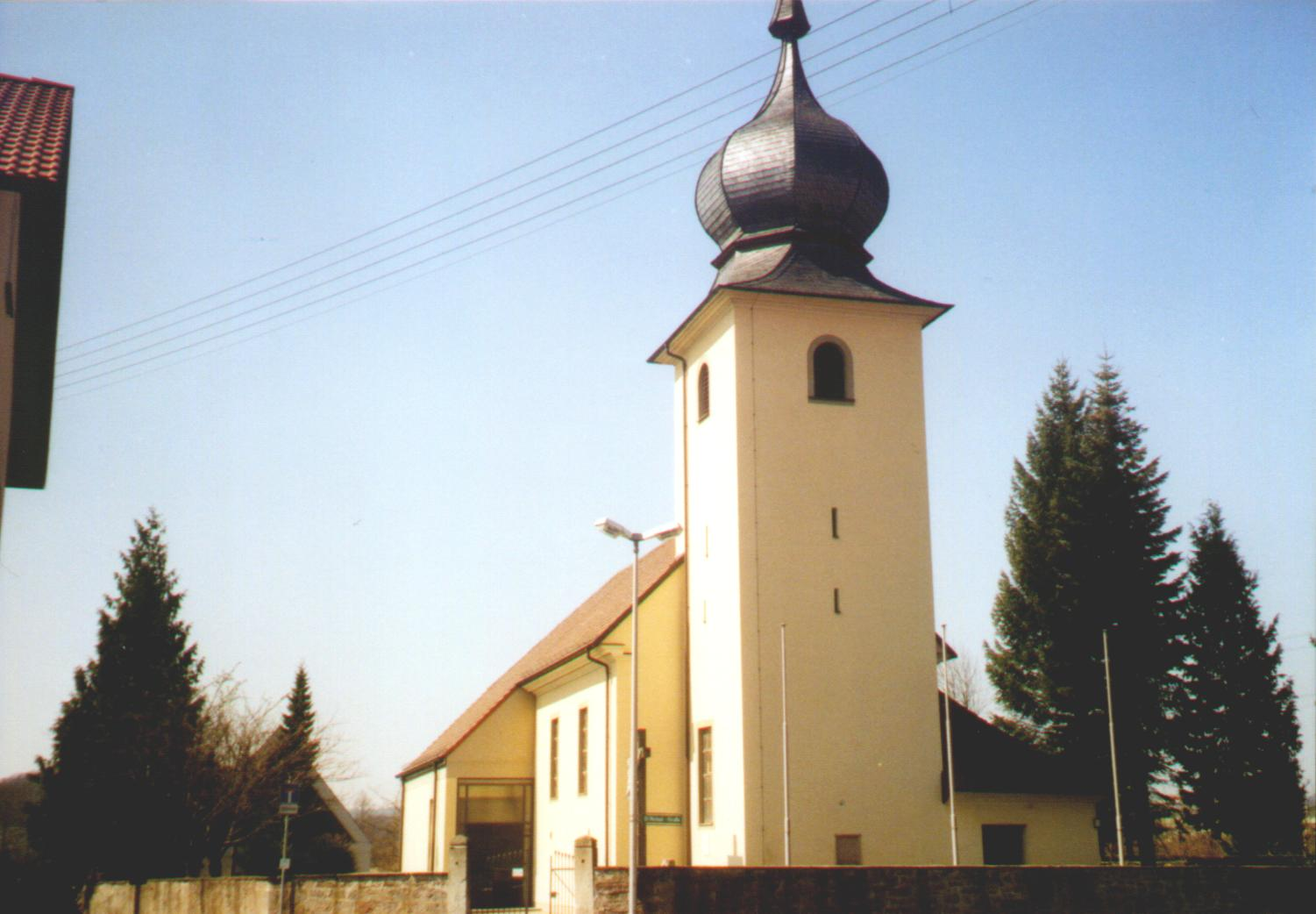
Die St.-Michael-Kirche

Die erste dokumentarische Erwähnung Albertshausens datiert vom 24. Februar 1592. Ob sich die urkundlichen Erwähnungen von 837 (Schenkung eines Stückes Land durch einen Albrat an das Kloster Fulda) und 1234 (Alpharteshusen) tatsächlich auf Albertshausen beziehen, ist ungewiss.
Zwischen dem 16. und dem 19. Jahrhundert gab es Hutrechtsstreitigkeiten zwischen Albertshausen und den Nachbarorten wie Poppenroth, Garitz und Schlimpfhof.
In den Jahren 1757/58 entstand in ihrer heutigen Form die Albertshausener St.-Michael-Kirche.
Im Jahr 1856 stiftete Johann Adam Sauerbrey sein Vermögen von 20.400 Gulden für eine Albertshausener Pfarrei, die am 14. Februar 1856 von König Maximilian II. Joseph genehmigt wurde (bis 1856 gehörte Albertshausen zur Pfarrei Oberthulba). Der Sage nach geht die Stiftung der Pfarrei auf ein Ereignis in Sauerbreys Kindheit zurück, als es in seiner Familie einen Krankheitsfall gab und er in der Nacht losgeschickt wurde, um Hilfe zu holen; damals versprach er, bei Genesung des Familienmitglieds eine Pfarrei zu stiften, sobald er zu Vermögen käme. Am Palmsonntag, dem 15. März 1856, kam mit Johann Gaß der erste Pfarrer nach Albertshausen.

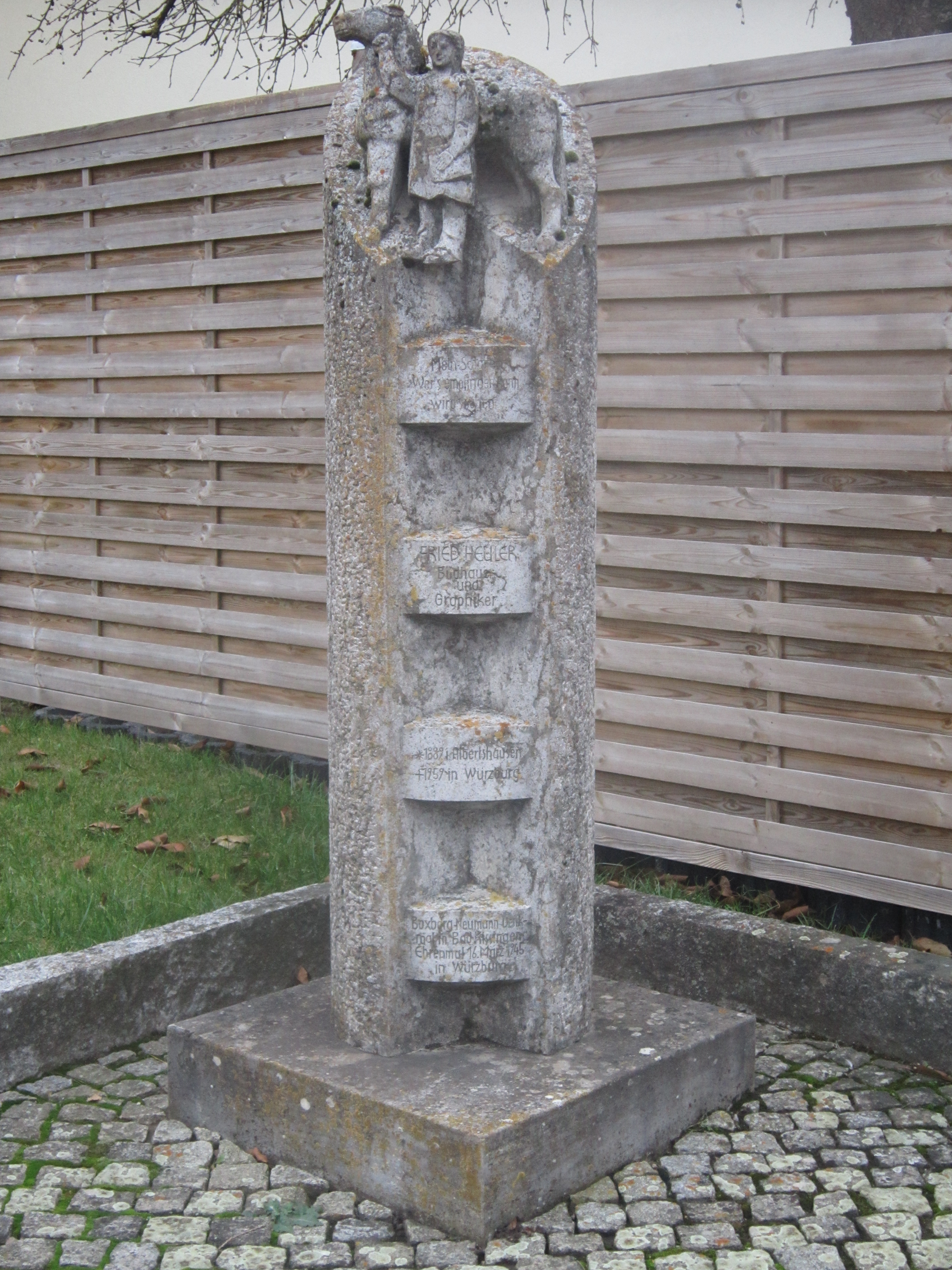
Die Fried-Heuler-Gedächtnissäule in der Albertshausener Straße

Am 23. Mai 1889 wurde in Albertshausen der Bildhauer Fried Heuler geboren, zu dessen Ehren 1997 am früheren Schulmeisterhaus die Fried-Heuler-Gedächtnissäule errichtet wurde.
Seit 1921 ist in Albertshausen Strom verfügbar (Albertshausen wurde zunächst vom genossenschaftlichen Elektrizitätswerk Aura/Saale und ab Oktober 1995 von den Bad Kissinger Stadtwerken mit Strom versorgt). Im Jahr 1924 wurde Albertshausen mit den Gemeinden Garitz, Hassenbach und Schlimpfhof Mitglied im Zweckverband Garitzer Versorgungsgruppe. Dies hat bis heute Bestand, lediglich Garitz bekommt seit 1972 sein Wasser von den Bad Kissinger Stadtwerken.
Eine Kanalisation entstand in Albertshausen im Jahr 1952; sie wurde im Laufe der Zeit mehrmals ergänzt und instand gesetzt; im Oktober 1981 folgte zusammen mit Poppenroth und Schlimpfhof der Bau einer Kläranlage.
Am 1. August 1958 richtete ein Unwetter große Schäden an.
Bei der Gemeindegebietsreform wurde Albertshausen am 1. Juli 1972 ein Gemeindeteil von Bad Kissingen. Zunächst sollte Albertshausen nach Oberthulba eingemeindet werden, doch zog man wenig später (laut Bürgermeister Michael Schießer auf Betreiben von Stadtpfarrer Friedrich Zahn) die Eingemeindung nach Bad Kissingen vor, weil man als Teil von Bad Kissingen nicht der reichste Stadtteil war; die Aussichten auf Förderung waren damit günstiger. So ergab eine Abstimmung am 10. Oktober 1971 93 % gegen Oberthulba und 96 % für Bad Kissingen. Das Recht jedes Albertshäusers auf einen eigenen Christbaum blieb auch nach der Eingemeindung erhalten, doch durften die Albertshäuser die Bäume nicht mehr selber im Wald schlagen, sondern bekamen sie vom städtischen Forstamt zugeteilt; später wurde das Recht auf einen Baum pro Familie eingeschränkt. Inzwischen wird die Eingemeindung auch von den damaligen Skeptikern akzeptiert, da Albertshausen die in der Zwischenzeit nötig gewordenen Investitionen nicht alleine hätte bewältigen können. Trotzdem fühlen sich die Einwohner Albertshausens, u. a. wegen der räumlichen Entfernung, immer noch als Bewohner eines eigenständigen Dorfes innerhalb Bad Kissingens.
Ein Flurbereinigungsverfahren in den 1970er Jahren ermöglichte den lange gehegten Plan zur Einrichtung eines Industriegebietes in Albertshausen. Im Laufe der Zeit entstanden Werkgebäude verschiedener Firmen wie Tabbert, die Umzugsfirma Kohlhepp (beide 1980) und das Bauunternehmen Schick (1983). Im Jahr 1985 erwarb die Firma Takata Petri das Unternehmensgelände der Firma Tabbert. Weitere Firmen, die sich in Albertshausen niederließen, waren die Mühlenbaufirma Schuhmann, Hassenbach (1987), und WEMA-Fahrzeugbau (1990). Das Industriegebiet Albertshausens bietet inzwischen 1000 Arbeitsplätze.
Albertshausen bezieht seit 1982 das Gas über das Versorgungsnetz der Bad Kissinger Stadtwerke.
Seit 1991 wird Albertshausen wie Poppenroth seelsorgerisch vom Garitzer Pfarrer betreut (bis 1999 von Arno Stöcklein, seitdem von seinem Nachfolger Edwin Ziegler).

## Bauwerke

### Kirche St. Michael
Vor der Entstehung der heutigen St.-Michael-Kirche ist durch eine Urkunde von 1359 die Existenz einer Maternuskapelle in Albertshausen nachgewiesen. Die erste nachweisbare Kirche wurde 1615 unter Fürstbischof Julius Echter von Mespelbrunn erbaut. 1757/58 wurde diese Kirche zur heutigen St.-Michael-Kirche umgebaut. Im Jahr 1968 wurde die Kirche erweitert.

### Kreuzweg
Im Jahr 1903 entstand der von Bildhauer Valentin Weidner geschaffene Kreuzweg von Albertshausen. In den Jahren 1981/1982 wurde der Kreuzweg an seinen jetzigen Standort am südlichen Waldrand von Albertshausen versetzt; 1983 mussten die ersten acht Stationen wegen Verwitterung durch Nachgüsse ersetzt werden.

### Bildeiche
In der Nähe des Kreuzweges befindet sich die Bildeiche mit einem BHU von 7,90 m und mit einer Darstellung des Erzengels Michael.

## Vereinsleben
Charakteristisch für das Dorfleben von Albertshausen sind die Rechtler (die für das Recht der Albertshausener auf Holznutzung eintreten) sowie die Jagdgenossen. Daneben gibt es im Ort seit 1878 eine Freiwillige Feuerwehr, seit 1927 einen Sportverein, seit 1974 nach Intensivierung des Kontaktes zu Poppenroth einen gemeinsam betriebenen Kindergartenverein unter Schirmherrschaft des Trägervereines „St.Johannisverein Poppenroth-Albertshausen“ sowie seit 1980 einen Musikverein und seit 1988 den Verein Blaubären Albertshausen e. V. zur Förderung der Jugendarbeit in Bad Kissingen, Stadtteil Albertshausen.

## Persönlichkeiten

### In Albertshausen geborene Persönlichkeiten
- Fried Heuler (1889–1959), Bildhauer und Grafiker